# ORP Garland
ORP Garland (H37) – brytyjski niszczyciel typu G z okresu międzywojennego i II wojny światowej, służący w latach 1940–1946 w polskiej Marynarce Wojennej. Po zakończeniu wojny, w latach 1949–1964, służył w marynarce holenderskiej jako Hr.Ms. „Marnix”.
Zbudowany na zamówienie Royal Navy w latach 1934–1935, wszedł do służby w 1936 roku jako HMS „Garland”. Wkrótce po wybuchu wojny, w 1940 roku został wydzierżawiony polskiej Marynarce Wojennej. Biało-czerwoną banderę podniesiono na nim 3 maja 1940 roku na Malcie, ze względów kurtuazyjnych zachowując dotychczasową nazwę.
Po ukończeniu szkolenia załogi „Garland” brał ograniczony udział w działaniach wojennych na Morzu Śródziemnym, zaś od września 1940 roku, po przejściu do Wielkiej Brytanii, w bitwie o Atlantyk. W maju 1942 roku, płynąc w eskorcie konwoju PQ-16 do portów radzieckich, został poważnie uszkodzony na skutek ataków samolotów Luftwaffe, tracąc 25 członków załogi. Pod koniec 1943 roku okręt został przebudowany na niszczyciel eskortowy. Od kwietnia następnego roku służył na Morzu Śródziemnym. 19 września 1944 roku, współdziałając z niszczycielami brytyjskimi, przyczynił się do zatopienia U-407.
24 września 1946 roku niszczyciel został zwrócony Royal Navy, która rok później sprzedała go holenderskiej Koninklijke Marine. Pod nazwą „Marnix” był wykorzystywany jako okręt szkolny, a następnie fregata. Skreślony z listy floty w 1964 roku, został zezłomowany cztery lata później.

## Budowa okrętu
„Garlanda” zbudowano w stoczni Fairfield Shipbuilding and Engineering Company w Govan. Admiralicja złożyła zamówienie na budowę 5 marca 1933 roku, w ramach programu rozbudowy floty na lata 1933–1934. Stępkę położono 22 sierpnia 1934 roku (numer budowy 651), wodowanie nastąpiło 24 października 1935 roku, a ostatecznie ukończony został 3 marca 1936 roku. Koszt budowy, bez uzbrojenia i wyposażenia dostarczonego przez Admiralicję, wyniósł 250 664 funty szterlingi.
Niszczyciel otrzymał nazwę HMS „Garland” po raz szesnasty (według części źródeł piętnasty) w historii Royal Navy. Pierwszy okręt o tej nazwie występował w kronikach z 1242 roku i jest to najstarsza nazwa brytyjskiego okrętu (według historyków brytyjskich prawdopodobnie również i najstarsza na świecie). Po polsku nazwa ta oznacza „Wieniec”, a dewizą noszącego ją niszczyciela była łacińska sentencja: „Qui Merruit – Ferrat” („Kto Zasłużył – Nosi”, w domyśle: wieniec).

## Opis konstrukcji
„Garland” miał charakterystyczną dla niszczycieli z okresu przed II wojną światową architekturę kadłuba, z wzniesioną dziobówką i uskokiem na wysokości masztu przedniego. Jego długość całkowita wynosiła 98,5 m (między pionami 95,1 m, na konstrukcyjnej linii wodnej 97,5 m), szerokość 10,05 m, zanurzenie średnie przy wyporności standardowej 1350 ton angielskich (ts) 3,3 m, zaś pełnej 1854 ts – 3,71 m (według innych źródeł 3,78 m). Napęd stanowiły dwa zespoły turbin parowych systemu Parsonsa o mocy maksymalnej 34 000 shp przy 380 obrotach na minutę, zasilane w parę z trzech trójwalczakowych kotłów typu Admiralicji i poruszające za pośrednictwem pojedynczych przekładni dwa wały napędowe z trójłopatowymi śrubami. Prędkość maksymalna na próbach wyniosła 34,47 węzła. Zapas paliwa płynnego, wynoszący 470 ts, pozwalał uzyskać zasięg 5530 mil morskich przy prędkości ekonomicznej 15 węzłów.
Pierwotne uzbrojenie niszczyciela składało się z czterech pojedynczych dział 4,7 in Mark IX kalibru 120 mm (faktycznie 119,4 mm), osłoniętych maskami ochronnymi, rozmieszczonych po dwa na dziobie i rufie, w superpozycji. Do obrony przeciwlotniczej służyły dwa poczwórnie sprzężone wielkokalibrowe karabiny maszynowe Vickers kal. 12,7 mm. Na śródokręciu okręt posiadał dwie poczwórne wyrzutnie torpedowe kal. 533 mm, zaś do zwalczania okrętów podwodnych przewidziano dwa miotacze i jedną zrzutnię bomb głębinowych na rufie.
Etatowa załoga liczyła 145 oficerów, podoficerów i marynarzy.

## Modernizacje czasu wojny
W wyniku doświadczeń pierwszego okresu wojny, w 1940 roku, podczas remontu niszczyciela na Malcie i później w Aleksandrii, zdecydowano o jego częściowym przezbrojeniu, dostosowującym do pełnienia służby eskortowej. W jego trakcie zdemontowano rufowe działo kal. 120 mm (z pozycji „Y”), tylny aparat torpedowy, rufowy maszt oraz urządzenia trałowe. W zamian zainstalowano 12-funtowe działo przeciwlotnicze (kal. 76,2 mm – w miejsce wyrzutni torpedowej) oraz drugą zrzutnię bomb głębinowych, których całkowity zapas wzrósł do maksymalnie 45 sztuk. Ponadto okręt otrzymał dwa przenośne karabiny maszynowe Lewis kal. 7,7 mm. Wyposażenie elektroniczne stanowił radar typu 286 (od listopada 1940 roku) oraz asdic. Wkrótce po przejściu „Garlanda” w polskie ręce, skrócono na nim drugi komin. W styczniu 1941 roku na okręcie zainstalowano nowocześniejszy model asdicu.
Podczas remontu przeprowadzonego wczesną wiosną 1942 roku niszczyciel otrzymał dwa pojedyncze automatyczne działka przeciwlotnicze Oerlikon kal. 20 mm na skrzydłach pomostu (niektóre źródła twierdzą, że zastąpiły one karabiny Vickersa). Radar typu 286 zastąpiono nowocześniejszym typu 291, ponadto zainstalowano radar artyleryjski typu 285 oraz radionamiernik HF/DF na palowym maszcie na rufie. Podczas kolejnego remontu po uszkodzeniach odniesionych w obronie konwoju PQ-16 dodano dwa następne działka Oerlikon w miejsce karabinów Vickersa, na pomoście pomiędzy kominami, oraz, według części źródeł, radar typu 290 w miejsce typu 291.
W okresie od listopada do grudnia 1943 roku w Greenock „Garland” został przystosowany do pełnienia roli niszczyciela eskortowego. Zdemontowano działo kal. 120 mm z pozycji „B” (w superpozycji na dziobie), zastępując je miotaczem bomb głębinowych Hedgehog. Usunięto działo 12-funtowe, w zamian instalując dwa dodatkowe działka Oerlikon, na dobudowanych skrzydłach pomostu reflektorów. Zamontowano kolejne dwa miotacze bomb głębinowych, których zapas wynosił odtąd 140 sztuk. Radar artyleryjski typu 285 zastąpiono centymetrowym typu 271, zlikwidowano centralne stanowisko kierowania ogniem artyleryjskim oraz dalmierz, pozostawiając jedynie możliwość indywidualnego naprowadzania dział kal. 120 mm na cel. Pozostawiono poczwórny aparat torpedowy, który miał służyć przede wszystkim do wystrzeliwania bomb głębinowych Mk X. Na masce ochronnej dziobowego działa zainstalowano wyrzutnie rakiet oświetlających. Od tej pory uzbrojenie „Garlanda” składało się z dwóch dział kal. 120 mm, sześciu automatycznych działek przeciwlotniczych kal. 20 mm, czterech wyrzutni torpedowych kal. 533 mm, miotacza Hedgehog, czterech miotaczy i dwóch zrzutni bomb głębinowych.
Podczas swej wojennej służby „Garland” był malowany różnymi wzorami kamuflażu. W pierwszym okresie nosił malowanie jasnoszare, typowe dla okrętów Royal Navy, operujących na Morzu Śródziemnym pod koniec lat 30. Po przejęciu przez Polską Marynarkę Wojenną był pomalowany w całości kolorem ciemnoszarym, z czarnym, a w 1941 roku białym numerem burtowym. W pierwszej połowie 1942 roku otrzymał kamuflaż Admiralty Disruptive, w którym na kolor jasnoszary naniesiono trójkątne plamy maskujące w odcieniach zieleni, szarości i szarego błękitu. Pod koniec tego roku, niszczyciel został przemalowany w schemat Western Approaches, polegający na naniesieniu na białe tło geometrycznych segmentów w kolorach bladozielonym oraz błękitnoszarym w jasnym odcieniu. Od stycznia 1944 roku okręt posiadał nowy schemat malowania Western Approaches, w którym na białe tło naniesiono geometryczne plamy jedynie w jasnym odcieniu szarobłękitnym. W lutym 1945 roku otrzymał z kolei malowanie według schematu Admiralty Standard, w którym cały okręt był pomalowany kolorem jasnoszarym z ciemnoszaroniebieskim pasem na burcie. Miał wówczas czarny pas identyfikacyjny na drugim kominie. Po zakończeniu wojny „Garland” został przemalowany na jasnoszaro, z czarnym numerem burtowym.

## Służba w Royal Navy
Po ukończeniu budowy okręt wszedł czasowo w skład zespołu niszczycieli Floty Atlantyckiej, następnie został przetransferowany do 1. Flotylli Niszczycieli Floty Śródziemnomorskiej. Pomiędzy majem a lipcem 1937 roku oraz w tym samym okresie roku następnego był poddawany remontom, między innymi turbin niskiego ciśnienia. Pod koniec 1938 i w pierwszej połowie 1939 roku operował u śródziemnomorskich wybrzeży Hiszpanii, w związku z trwającą tam wojną domową, a w lipcu 1939 roku operował w rejonie Cypru.
3 września 1939 roku, w dniu przystąpienia Wielkiej Brytanii do działań II wojny światowej, niszczyciel znajdował się w drodze z Adenu do Aleksandrii, gdzie przybył 6 września. Wyznaczony do zadań patrolowych i eskortowych we wschodniej części Morza Śródziemnego, 17 września odniósł poważne uszkodzenia na skutek przedwczesnej eksplozji własnych bomb głębinowych. Poszycie górnego pokładu na rufie, na przestrzeni od pomieszczenia tylnej maszynowni uległo deformacji, wygięte zostały również wały napędowe. Po prowizorycznym remoncie w Aleksandrii, „Garland” został przeholowany do stoczni marynarki na Malcie, gdzie od 11 października rozpoczęto remont, połączony z modernizacją. W tym okresie pozostawał formalnie przydzielony do zespołu niszczycieli Floty Śródziemnomorskiej, nie wchodząc w skład żadnej flotylli (jego macierzysta 1. Flotylla została przesunięta na wody brytyjskie).

## Służba w polskiej Marynarce Wojennej

### Polscy dowódcy ORP „Garland”
- 3 maja 1940 r. – 7 października 1940 r.: kmdr ppor. Antoni Doroszkowski
- 7 października 1940 r. – 20 stycznia 1942 r.: kmdr ppor/kmdr por. Konrad Namieśniowski
- 30 stycznia 1942 r. – 13 listopada 1942 r.: kmdr por. Henryk Eibel
- 13 listopada 1942 r. – 5 stycznia 1945 r.: kmdr ppor. Bolesław Jan Biskupski[a]
- 5 stycznia 1945 r. – 22 grudnia 1945 r.: kmdr ppor. Kazimierz Hess
- 22 grudnia 1945 r. – 24 września 1946 r.: kmdr por. Marian Kadulski[b][6]

### Rok 1940: Morze Śródziemne
Na mocy umowy z 18 listopada 1939 roku w sprawie współpracy pomiędzy marynarkami polską i brytyjską, w styczniu 1940 roku Pierwszy Lord Morski Admiralicji, admirał sir Dudley Pound zaproponował szefowi Kierownictwa Marynarki Wojennej, kontradmirałowi Jerzemu Świrskiemu, objęcie przez Polaków znajdującego się w stoczni remontowej na Malcie niszczyciela „Garland”. Po akceptacji tej propozycji, w lutym wydzielono z marynarzy „Błyskawicy” oddział około 50 osób, stanowiących trzon pierwszej załogi nowej jednostki PMW. W marcu dowódcą okrętu wyznaczono komandora podporucznika Antoniego Doroszkowskiego, zaś w kwietniu większość członków załogi, skompletowanych spośród obsad „Burzy”, „Groma”, „Orła”, „Wilka” i pozostających w dyspozycji KMW na okręcie-bazie „Gdynia”, dotarło na Maltę na pokładzie brytyjskiego transportowca wojska (źródła podają, że był to „Derbyshire” bądź „Devonshire”).
3 maja 1940 roku, w rocznicę Konstytucji, nastąpiło uroczyste przekazania niszczyciela Polskiej Marynarce Wojennej. Okręt otrzymał nazwę ORP „Garland”, zachowując brytyjskie miano ze względów kurtuazyjnych. Następnego dnia po raz pierwszy wyszedł w morze pod polską załogą, chociaż jego remont wciąż nie był zakończony. 16 maja, wraz z krążownikiem „Calypso”, przeszedł do Aleksandrii, wciąż mając na pokładzie maltańskich stoczniowców. Dotarł tam dwa dni później i został wprowadzony na dalszy remont i modernizację do miejscowej stoczni. Po ukończeniu remontu i szkolenia załogi, okręt wszedł w skład 14. Flotylli Niszczycieli, podejmując służbę patrolową i eskortową we wschodniej części Morza Śródziemnego i na Morzu Egejskim, z bazą w Aleksandrii. Podczas szkolenia ujawniły się problemy z niewłaściwie funkcjonującymi (jak się okazało, z winy maltańskich stoczniowców) przekaźnikami artyleryjskimi, co zaowocowało złymi wynikami strzelań. Stało się to przyczyną podjęcia przez KMW decyzji o zmianie na stanowisku dowódcy i wyznaczenia na nie komandora porucznika Konrada Namieśniowskiego. Jednak po jego przybyciu do Aleksandrii dowódca Floty Śródziemnomorskiej, admirał Andrew Cunningham, sprzeciwił się jakimkolwiek zmianom personalnym i polecił odłożyć je do chwili odpłynięcia „Garlanda” do Wielkiej Brytanii. Polski niszczyciel operował na Morzu Śródziemnym do końca sierpnia 1940 roku, kilkakrotnie odpierając ataki samolotów Regia Aeronautica, a w dniach 18 i 19 sierpnia eskortując statek SS „Warszawa”, płynący do Hajfy z ochotnikami do Brygady Strzelców Karpackich.
Niektóre – głównie starsze – polskie źródła podają informację, jakoby podczas działań na Morzu Śródziemnym „Garland” uczestniczył w akcjach 2. Flotylli Niszczycieli: bitwie z konwojem Espero 28 czerwca oraz bitwie koło przylądka Spatha 19 lipca 1940 roku, zakończonych zwycięstwami strony brytyjskiej, w tym zatopieniem krążownika „Bartolomeo Colleoni”. Jednak nowsze badania zdecydowanie przeczą tym poglądom, wskazując, że z uwagi na problemy z artylerią oraz kłopoty natury politycznej (Polska nie była wówczas w stanie wojny z Włochami, co zdecydowało o rychłym przebazowaniu niszczyciela na wody brytyjskie), polski okręt nie mógł brać udziału w tych operacjach.

### Lata 1940–1942: służba konwojowa
30 sierpnia 1940 roku 14. Flotylla, wraz z „Garlandem”, weszła w skład eskorty silnego zespołu Royal Navy, mającego przeprowadzić konwój z zaopatrzeniem na Maltę. Była to część kombinowanej operacji Hats. Następnego dnia niszczyciel odniósł lekkie uszkodzenia podczas odpierania nalotu włoskich bombowców. Po zawinięciu na Maltę i pobraniu paliwa, 3 września dołączył do eskorty konwoju płynącego do Gibraltaru. 4 września, w trakcie kolejnej walki z samolotami Regia Aeronautica, na okręcie nastąpiła awaria jednego z przewodów zasilających turbiny, co spowodowało jego unieruchomienie. Przez pewien czas był holowany przez brytyjski niszczyciel, ostatecznie mechanikom udało się uruchomić siłownię i 5 września „Garland” zawinął do Gibraltaru. Po krótkim remoncie i odbyciu kilku patroli w Cieśninie Gibraltarskiej, 14 września wypłynął do Wielkiej Brytanii. Do Plymouth dotarł, przez Belfast, 22 września, w drodze dołączając do eskorty konwoju z Afryki Południowej. Wraz z „Burzą” i „Błyskawicą” prowadził patrole przeciwinwazyjne w kanale La Manche. 24 września był wizytowany przez Prezydenta RP Władysława Raczkiewicza i kontradmirała Świrskiego.
7 października 1940 roku stanowisko dowódcy okrętu objął komandor podporucznik Konrad Namieśniowski. Po kolejnym krótkim remoncie, w ostatnich dniach października „Garland” dołączył do 10. Grupy Eskortowej w składzie Western Approaches Command, podejmując służbę konwojową na zachodnich podejściach do Wysp Brytyjskich. 3 listopada uczestniczył w poszukiwaniach uszkodzonego przez Luftwaffe transportowca wojska „Windsor Castle”. 15 listopada, płynąc w eskorcie pancernika „Revenge”, dostał się w rejon silnego sztormu. Fala zmyła wówczas z pokładu dwóch członków załogi: I oficera mechanika, komandora podporucznika Michała Gierżoda, oraz starszego bosmana Zygfryda Stasiewicza, zaś okręt odniósł uszkodzenia, po których musiał przejść krótki remont w stoczni Harland & Wolff w Govan. 27 grudnia niszczyciel był wizytowany przez Naczelnego Wodza, Władysława Sikorskiego oraz kontradmirała Świrskiego. W 1941 roku okręt kontynuował służbę eskortową na wschodnim Atlantyku. W tym czasie, oprócz typowych zadań konwojowania statków handlowych i osłony dużych okrętów, przeprowadził między innymi udaną akcję ratowniczą rozbitków ze storpedowanego statku „Saleier” (11 kwietnia). W lipcu został czasowo przeniesiony w skład Home Fleet, eskortował między innymi zbiornikowiec wiozący paliwo dla okrętów biorących udział w operacji Gauntlet na Spitsbergenie. Na początku września, wraz z „Piorunem”, ratował rozbitków ze storpedowanego frachtowca „Richepance” (4 września). Po powrocie do portów brytyjskich został włączony do I Dywizjonu Kontrtorpedowców, dołączając do „Błyskawicy”, „Burzy” i „Pioruna”.
Wraz z tym ostatnim od 17 września 1941 roku brał udział w operacji Halberd, przeprowadzeniu dużego konwoju na Maltę, jako jeden z niszczycieli bezpośredniej eskorty pancernika „Nelson”. Po jego storpedowaniu 27 września, towarzyszył mu w drodze powrotnej do Gibraltaru, gdzie okręty przybyły trzy dni później. 10 października wraz z „Piorunem” powrócił w eskorcie konwoju do Wielkiej Brytanii i dołączył do 11. Grupy Eskortowej. W dniach od 18 do 26 października „Garland” i „Piorun” po raz pierwszy przebyły całą transatlantycką trasę eskortową, docierając do Halifaksu. W drodze powrotnej eskortowały konwój z transportowcem wojska, dawnym francuskim liniowcem „Pasteur”, wiozącym do Wielkiej Brytanii żołnierzy kanadyjskiej 5. Dywizji. Na przełomie listopada i grudnia „Garland”, w składzie 25. Grupy Eskortowej, odbył jeszcze jeden transatlantycki rejs eskortowy, zaś 19 stycznia 1942 roku był ponownie wizytowany przez kontradmirała Świrskiego. 30 stycznia nowym dowódcą okrętu został komandor porucznik Henryk Eibel. 28 lutego został odstawiony do stoczni Smitha w Middlesbrough, gdzie przeprowadzono modernizację mającą go przystosować do służby eskortowej w konwojach arktycznych W trakcie remontu dwukrotnie wychodził w morze w związku z eskortą konwojów.

### Konwój PQ-16
Po ukończeniu remontu, oraz zakończeniu prób morskich i ćwiczeń, 17 maja 1942 roku „Garland” i brytyjski niszczyciel „Volunteer” wyszły z Greenock do Reykjavíku w eskorcie transportowca wojska „Lianstephan Castle”. Podczas rejsu, w gęstej mgle, omal nie doszło do zderzenia polskiego okrętu z konwojowaną jednostką. 24 maja oba niszczyciele dołączyły do bezpośredniej eskorty konwoju PQ-16, płynącego do portów sowieckich. Dowodzona przez komandora Richarda G. Onslowa na „Ashanti”, składała się z pięciu niszczycieli, czterech korwet i kilku mniejszych okrętów. 25 maja konwój został zlokalizowany przez niemiecki samolot patrolowy i wieczorem tego dnia zaatakowały go startujące z lotnisk w północnej Norwegii samoloty bombowo-torpedowe He 111 i Ju 88 z III./KG.26 i III./KG.30. Następnej nocy jeden ze statków konwoju został zatopiony torpedami okrętu podwodnego U-703
27 maja nastąpiły dalsze naloty Luftwaffe. Ich efektem było zatopienie sześciu statków i uszkodzenie kolejnych. Wczesnym popołudniem, tuż przed godziną 14.00, celem niemieckich bombowców stał się „Garland”. Cztery bomby eksplodowały w wodzie tuż przy prawej burcie, na wysokości działa „B”. Ich odłamki spowodowały śmierć 22 członków załogi i rany u 46 (trzech z nich – dwóch Polaków i Brytyjczyk – zmarło w szpitalu w Murmańsku). W wyniku pożarów na dziobie eksplodowała amunicja w parkach podręcznych. Zginęła cała obsada prawego Oerlikona, duże straty ponieśli marynarze obsługujący dziobowe działa artylerii głównej. Uszkodzona została centrala artyleryjska i główny przewód parowy w maszynowni. W kadłubie naliczono około 500 przebić od odłamków, szczęśliwie większość powyżej linii wodnej. Pomimo szkód, artylerzyści niszczyciela jeszcze ośmiokrotnie tego dnia odpierali ataki niemieckich samolotów. Następnego dnia rano polski okręt otrzymał zgodę na odłączenie się od konwoju i samotny rejs do Murmańska, aby jak najszybciej przekazać rannych do szpitala. Dotarł tam wieczorem tego samego dnia (jako pierwszy okręt pod polską banderą po 17 września 1939 roku) i po przekazaniu rannych pod opiekę radzieckich lekarzy, został skierowany do stoczni dla dokonania niezbędnych napraw. 31 maja na pokładzie brytyjskiego trałowca „Niger” odbył się morski pogrzeb poległych. Dowódcą wystawionego przez załogę „Garlanda” plutonu honorowego był podporucznik Gustaw Plewako.
Lista poległych marynarzy ORP „Garland” podczas ochrony konwoju PQ-16:
1. mat Józef Biliński (lat 21),
2. marynarz Józef Giza (lat 27),
3. starzy marynarz Leon Iwański (lat 22),
4. bosmanmat Tadeusz Jarosz (lat 31),
5. mat Tadeusz Karnath (lat 38),
6. mat Jan Kisielewski (lat 26),
7. starszy marynarz Czesław Kowalewski (lat 20),
8. mat Jan Krajewski (lat 25),
9. marynarz Jan Makowski (lat 27),
10. starszy marynarz Alfons Małolepszy (lat 29),
11. starszy marynarz Edward Matuszewski (lat 20),
12. marynarz Leopold Nowosad (lat 19),
13. bosmanmat Edward Pawełczyk (lat 34),
14. starszy marynarz Czesław Pawłowski (lat 22),
15. mat Mieczysław Piecyk (lat 27),
16. starszy marynarz Szymon Sanczuk (lat 24),
17. starszy marynarz Ryszard Schymik (lat 23),
18. mat Józef Skrzyniak (lat 25),
19. marynarz Leonard Ślusarski (lat 19),
20. mat Alojzy Terlecki (lat 28),
21. starszy marynarz Jan Rajmund Trzebiatowski (lat 20),
22. starszy marynarz Józef Wypych (lat 26),
23. starszy marynarz Władysław Żukowski (lat 21).

20 czerwca niszczyciel przepłynął do Archangielska, sześć dni później dołączył tam do powrotnego konwoju QP-13. Na jego pokładzie wracała do Wielkiej Brytanii także załoga zatopionego okrętu podwodnego „Jastrząb”. Postawa polskich marynarzy w obronie konwoju przyniosła im uznanie zwierzchników polskich i brytyjskich, czego wyrazem było przyznanie członkom załogi pięciu Krzyży Orderu Virtuti Militari (w tym dowódcy okrętu oraz lekarzowi okrętowemu, Wilhelmowi Ząbroniowi, którego poświęceniu wielu rannych zawdzięczało życie), wielu Krzyży Walecznych oraz wysokich odznaczeń brytyjskich. 9 lipca okręt wizytował Szef KMW, następnego dnia Naczelny Wódz.

### Lata 1942–1944: Ocean Atlantycki i Morze Śródziemne
Po powrocie do Wielkiej Brytanii „Garland” został poddany remontowi w stoczni w Troon, trwającemu od 8 lipca do 21 września 1942 roku. Po jego zakończeniu powrócił do służby konwojowej w składzie grupy eskortowej B3, bazującej w Greenock. Od 6 do 18 października osłaniał wraz z grupą konwój ON 136 do St. John’s. 20 i 21 października niszczyciel przebywał w Bostonie, wizytowany przez polskiego konsula, przedstawicieli rządu Stanów Zjednoczonych oraz miejscowej Polonii. W powrotnym przejściu znalazł się w składzie eskorty konwoju SC 106, który dotarł do Wielkiej Brytanii bez kontaktu z przeciwnikiem. 13 listopada nastąpiła zmiana dowódcy okrętu: nowym został kapitan Bolesław Jan Biskupski. Podczas trzech kolejnych transatlantyckich rejsów „Garland” eskortował konwoje ON 146, HX 218, ON 157, SC 117, ON 167 oraz HX 228. Ten ostatni był zaciekle atakowany przez U-Booty z „wilczego stada” Neuland, które 11 marca 1943 roku zatopiły cztery statki i jeden z niszczycieli, ale po południu tego dnia zostały skutecznie przepędzone przez okręty osłony, które zatopiły U-444. Podczas odpierania nocnych ataków jeden z U-Bootów wynurzył się i przepłynął kontrkursem przy lewej burcie polskiego niszczyciela, zbyt blisko, by użyć przeciwko niemu artylerii, po czym zanurzył się, zanim wszedł w strefę rażenia rufowych miotaczy bomb głębinowych. W pierwszej połowie 1943 roku „Garland” brał jeszcze udział w eskortowaniu konwojów ON 174, HX 232, ON 181 oraz HX 239, po czym został odstawiony do stoczni w Glasgow na remont, trwający od 27 maja do 8 września.
Po opuszczeniu stoczni „Garland” wraz z „Burzą” zostały włączone do 8. Grupy Eskortowej, z którą w październiku wzięły udział w operacji Alacrity, założeniu alianckich baz lotniczych na Azorach. 1 listopada, podczas eskorty konwoju SC 145, polski niszczyciel stracił w sztormie górną część masztu. W listopadzie i grudniu przebywał w stoczni, gdzie przebudowano go na niszczyciel eskortowy. 16 grudnia dołączył do 4. Grupy Wsparcia, prowadzącej konwój KMF 027 na Bliski i Daleki Wschód. 24 grudnia wszedł do Gibraltaru, skąd w dwa dni później wypłynął z konwojem RS 013 do Freetown. Bazował tam do końca marca, pełniąc służbę konwojową w rejonie oraz na trasie do Gibraltaru. Zawijał w tym czasie do Takoradi oraz Georgetown na Wyspie Wniebowstąpienia. 3 kwietnia przybył do Gibraltaru, skąd przeprowadził konwój do Neapolu. Od 12 kwietnia włączono go w skład 14. Flotylli Niszczycieli Floty Śródziemnomorskiej.
Wraz z pozostałymi okrętami flotylli prowadził patrole przeciw okrętom podwodnym oraz pełnił służbę eskortową we wschodniej części Morza Śródziemnego. W sierpniu przeszedł krótki remont w Aleksandrii. Następnie dołączył do brytyjskich Force A, zwalczających żeglugę niemiecką na Morzu Egejskim. 18 września 1944 roku po godzinie 16.00, podczas patrolu akwenu w rejonie wyspy Santoryn, obserwatorzy na „Garlandzie” zauważyli dym ponad falami. Jak się okazało, pochodził on ze spalin z chrap płynącego na głębokości peryskopowej U-Boota. Polakom udało się uzyskać kontakt azdykowy i wykonać pierwszy atak bombami głębinowymi. Wkrótce do „Garlanda” dołączyły brytyjskie niszczyciele „Troubridge”, „Terpsichore”, „Zetland” i „Brecon”. W wyniku zespołowego poszukiwania i wspólnych ataków, nad ranem 19 września dowódca U-407 został zmuszony do wynurzenia okrętu. Ostrzelany przez niszczyciele U-Boot został następnie zniszczony salwą dziewięciu bomb głębinowych z „Garlanda”, który przepływając obok tonącej niemieckiej jednostki zahaczył o nią, uszkadzając burtę na długości około 10 metrów, powyżej linii wodnej. Na U-407 zginęło czterech marynarzy oraz obecny na pokładzie korespondent wojenny, pozostałych 47 członków załogi zostało uratowanych i wziętych do niewoli przez Brytyjczyków, a potem przekazanych na „Garlanda”, który opuścił zespół, i odpłynął do Aleksandrii celem naprawy odniesionych uszkodzeń. U-407 był ostatnim niemieckim U-Bootem operującym na Morzu Śródziemnym.
Po krótkim remoncie „Garland” ponownie dołączył do Force A, operujących na wodach greckich. 2 października uczestniczył w bombardowaniu z morza lotniska Maleme na Krecie, prowadził także ostrzał innych celów na wyspach greckich. Od 13 października uczestniczył w osłonie lądowania wojsk brytyjskich w Pireusie. 16 listopada prowadził akcję poszukiwawczą trzech brytyjskich lotników, którzy wodowali w morzu, dwóch z nich udało się odnaleźć i uratować. 20 listopada wypłynął z Aleksandrii, kierując się do Wielkiej Brytanii, gdzie dopłynął po dziewięciu dniach.

### Lata 1945–1946: zakończenie wojny
Na przełomie 1944 i 1945 roku „Garland” był remontowany w Devonport. Od 5 stycznia 1945 roku nowym dowódcą okrętu został kapitan Kazimierz Hess. Po opuszczeniu stoczni w marcu, pełnił służbę patrolową i eskortową na wodach brytyjskich, w składzie 8. Flotylli Niszczycieli. Ostatni wojenny patrol przeprowadził 5 maja 1945 roku. Po zakończeniu działań wojennych w Europie, przesunięty do 23. Flotylli, a później 17. Flotylli. Wciąż pełnił służbę na wodach europejskich, głównie na Morzu Północnym. Zawijał między innymi do portów okupowanych Niemiec, Kopenhagi, Oslo, Trondheim i Stavangeru. W czasie jednego z rejsów natknął się na dwie dryfujące miny, które zniszczono ogniem artyleryjskim. 15 lipca był wizytowany przez Pierwszego Lorda Admiralicji, Brendana Brackena, oraz dowódcę Home Fleet, admirała Henry’ego Moore’a.
Od 25 września do 21 grudnia 1945 roku „Garland” był remontowany w stoczniach w Leith i Chatham. 22 grudnia kolejnym, ostatnim już polskim dowódcą okrętu został komandor podporucznik Marian Kadulski. Po remoncie niszczyciel przebazowano do Sheerness, zaś 4 stycznia 1946 roku włączono do ostatniego etapu operacji Deadlight – zatapiania przejętych przez aliantów niemieckich U-Bootów. 7 stycznia wieczorem zatopił ogniem artyleryjskim U-1010. W następnych dniach przewiózł oddział brytyjskiego wojska do Oslo, podobne zadania wykonywał jeszcze kilkakrotnie. W kwietniu odbył ćwiczenia zespołowe z innymi polskimi okrętami, po nich grupowy rejs z Rosyth do Plymouth i z powrotem. Formalna wiadomość o rychłym przekazaniu okrętu w ręce brytyjskie została ogłoszona 23 lipca. W związku z tym niszczyciel został rozbrojony, a jego mechanizmy zakonserwowane. 24 września 1946 roku opuszczono na „Garlandzie” biało-czerwoną banderę.
Łącznie w czasie służby w Polskiej Marynarce Wojennej przebył 217 000 mil morskich, ustępując jedynie „Piorunowi”. Wziął udział w 84 operacjach bojowych, eskorcie 87 konwojów oceanicznych i 35 przybrzeżnych. Uczestniczył w zatopieniu jednego niemieckiego okrętu podwodnego, prawdopodobnie uszkodził kolejny oraz zestrzelił dwa samoloty wroga.

## Dalsze losy
Zwrócony Brytyjczykom niszczyciel powrócił do nazwy HMS „Garland” i został odstawiony do rezerwy C w Harwich. 14 listopada 1947 roku został sprzedany Holandii za kwotę 9000 funtów. 8 stycznia następnego roku został zacumowany w Amsterdamie, gdzie służył jako hulk szkolny. Następnie trafił do stoczni, gdzie poddano go konwersji na okręt szkolny artylerzystów i specjalistów ZOP. W 1949 roku został przekazany Koninklijke Marine, a 16 stycznia 1950 roku otrzymał nazwę „Marnix”, dla uczczenia Filipa Marnixa van Sint-Aldegonde (1540–1598), flamandzkiego polityka i pisarza, prawdopodobnego autora hymnu Holandii, jako drugi okręt o tej nazwie. Po przebudowie „Marnix” był uzbrojony w dwa pojedyncze działa kal. 105 mm, sześć dział Oerlikon kal. 20 mm, Hedgehog, dwa miotacze i cztery zrzutnie bomb głębinowych.

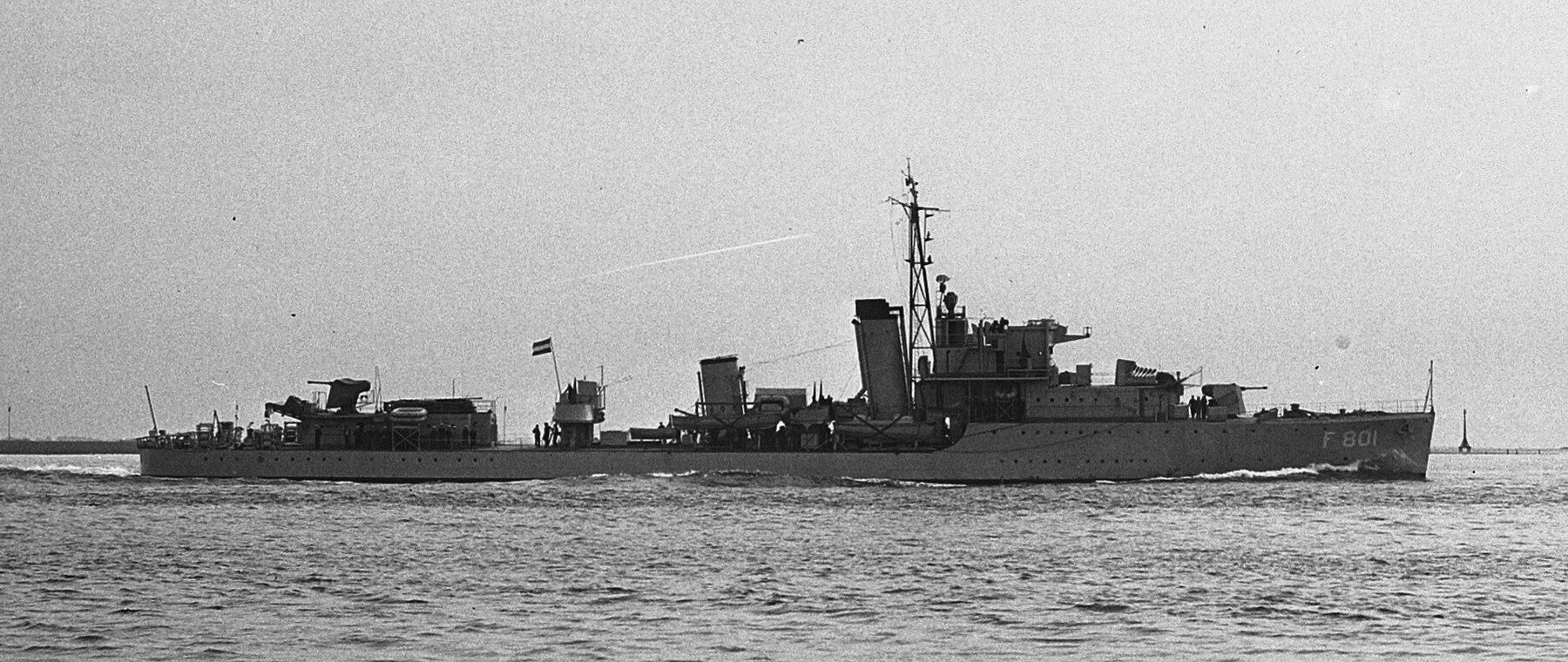
Okręt w służbie holenderskiej jako Hr.Ms. „Marnix”

Pod banderą holenderską „Marnix” nosił oznaczenia HX, JT 7, D 807 oraz F 801. Od 1952 roku był klasyfikowany jako fregata. Od początku 1950 roku odbywał rejsy ćwiczebne, w maju tego roku uczestniczył w międzynarodowych ćwiczeniach o kryptonimie Activity. W 1952 roku przeszedł przegląd, w latach 1955–1956 remont w Willemsoord. Odstawiony do rezerwy, przez pewien czas służył jako jednostka zaopatrzeniowa. 31 marca 1964 roku został skreślony z listy floty holenderskiej i 10 kwietnia sprzedany firmie rozbiórkowej za 303 300 guldenów. Rozebrano go w Antwerpii w roku 1968 (według części źródeł już w 1964).
Losy „Garlanda” były opisywane w literaturze. W serii „Miniatury Morskie” ukazała się w 1958 roku książka Jerzego Pertka Niszczyciel „Garland”. W zbeletryzowanej formie dzieje okrętu w służbie polskiej do czasu bitwy konwojowej w obronie PQ-16 przedstawił Stanisław Biskupski w książce PQ-16 dojść musi... (1975). W 1986 roku w serii „Biblioteka Żółtego Tygrysa” opublikowano 217 tysięcy wojennych mil „Garlanda” autorstwa Zbigniewa Damskiego.